# Chamaecyparis thyoides
Chamaecyparis thyoides (vitcypress, tujacypress) är en cypressväxtart som först beskrevs av Carl von Linné och som fick sitt nu gällande namn 1888 av Nathaniel Lord Britton, Emerson Ellick Sterns och Justus Ferdinand Poggenburg.

## Namn
Arten kallas på engelska White Cedar eller White Cypress. Av svenskarna i Nya Sverige kallades den vit en.

## Taxonomi
Chamaecyparis thyoides ingår i släktet ädelcypresser och familjen cypressväxter. IUCN kategoriserar arten globalt som livskraftig.
Arten delas in i följande underarter:
- Chamaecyparis thyoides henryae
- Chamaecyparis thyoides thyoides

## Utbredningsområde
Östra och sydöstra USA, från Maine till Georgia. Arten växer på höjder mellan 0 och 500 meter över havet. Den växer främst i våtmarker. Subsp. henryae i Florida, Alabama och Mississippi i mossar och kärr.

## Bildgalleri

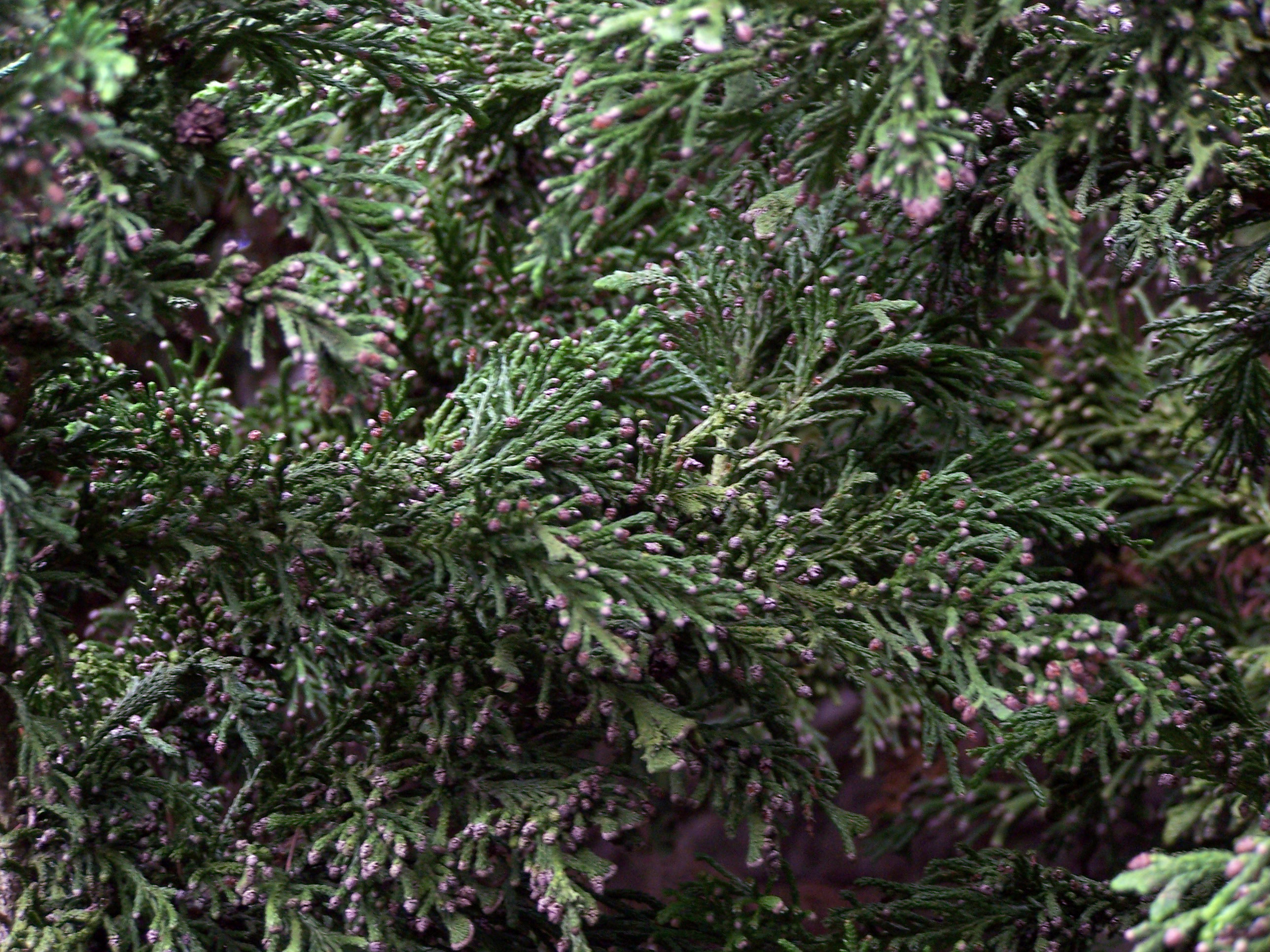
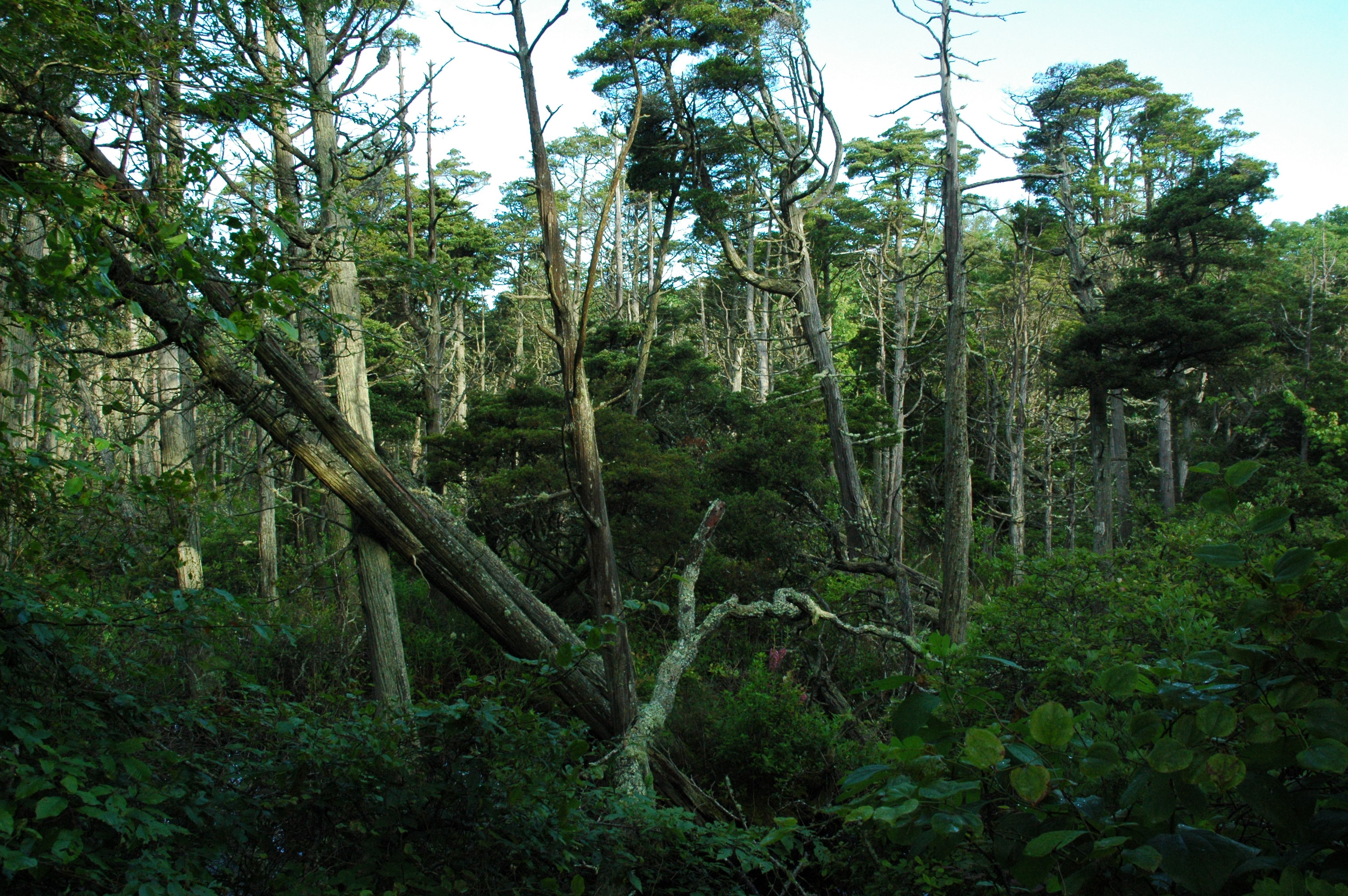
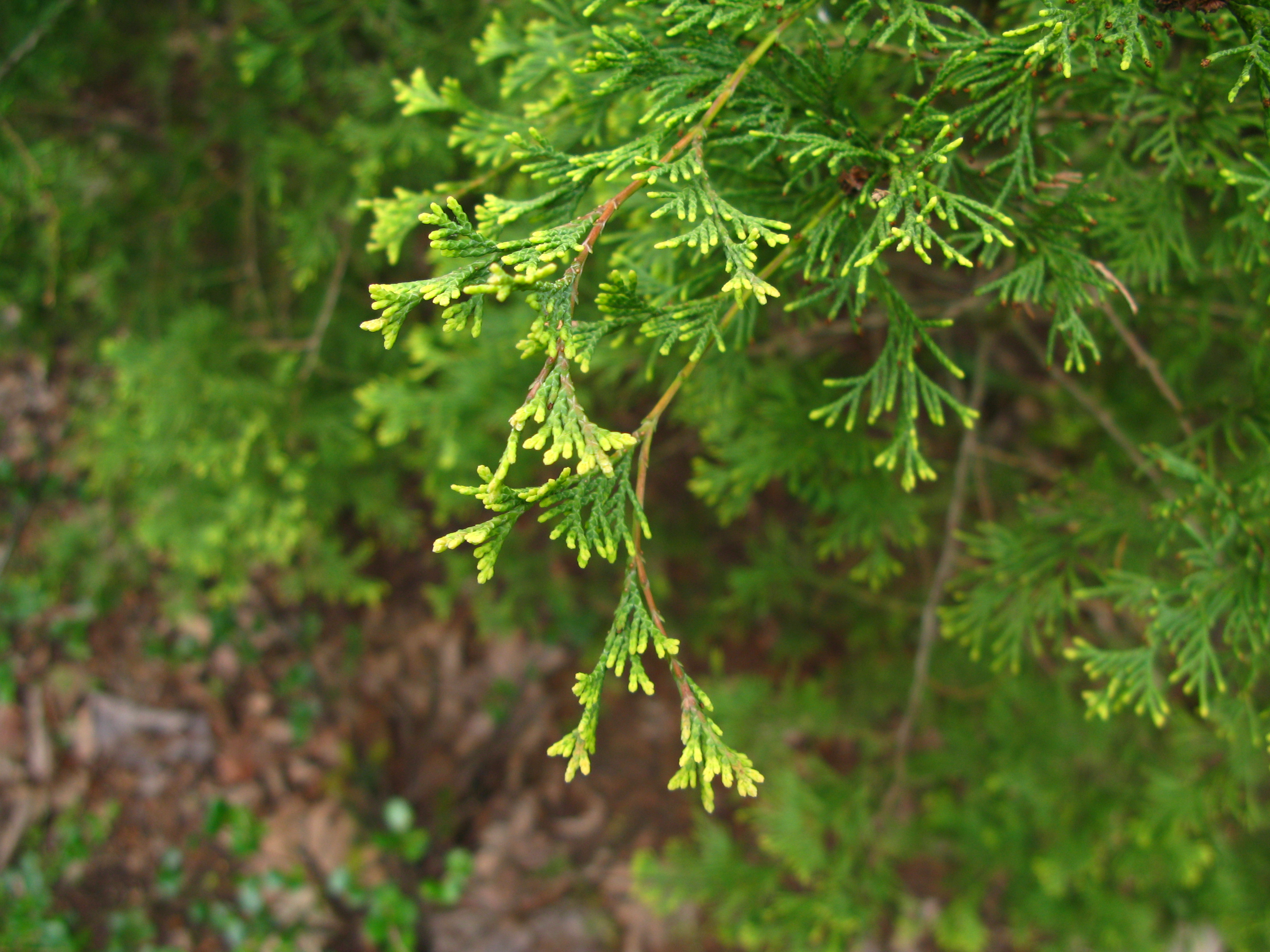
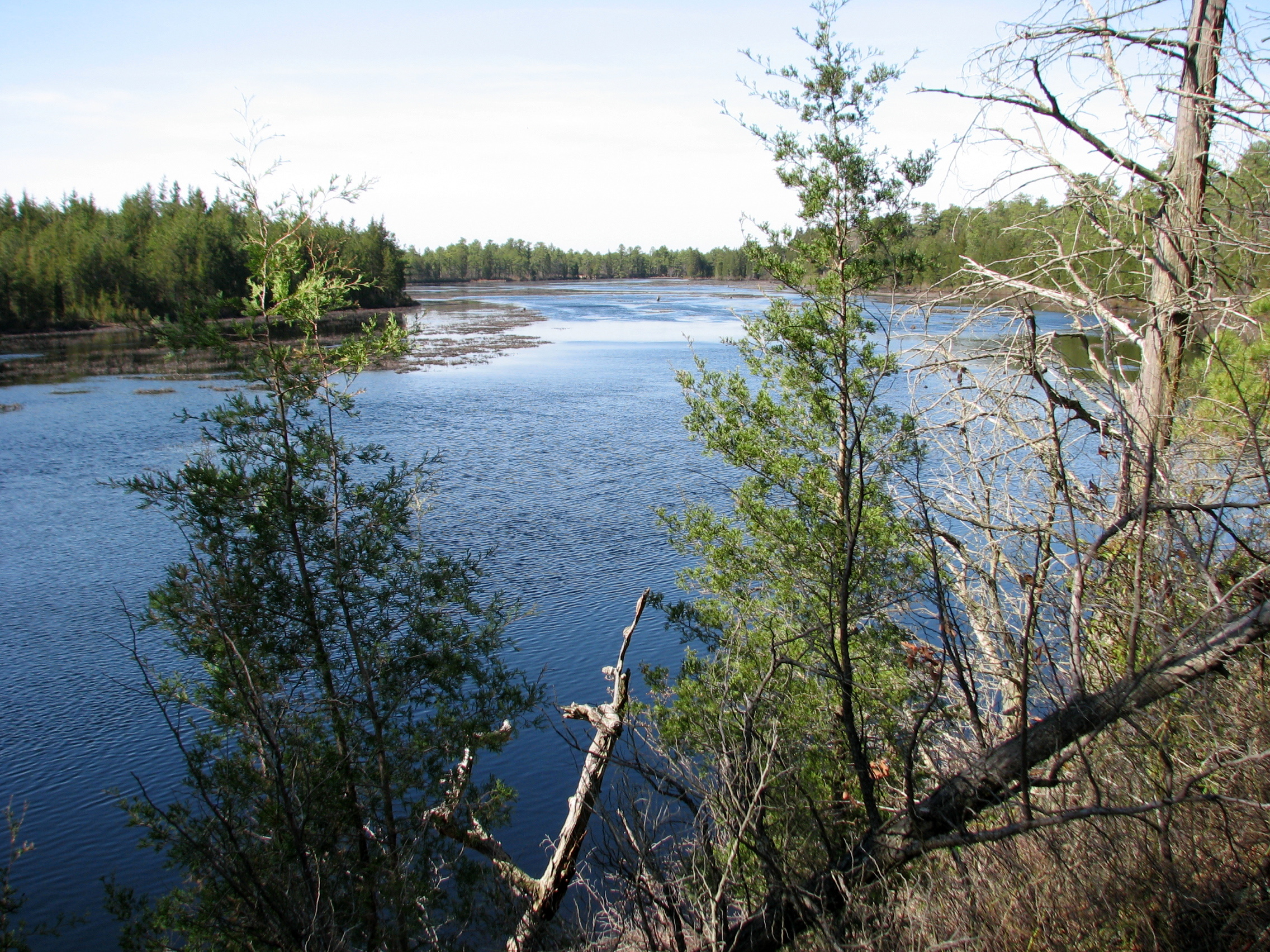
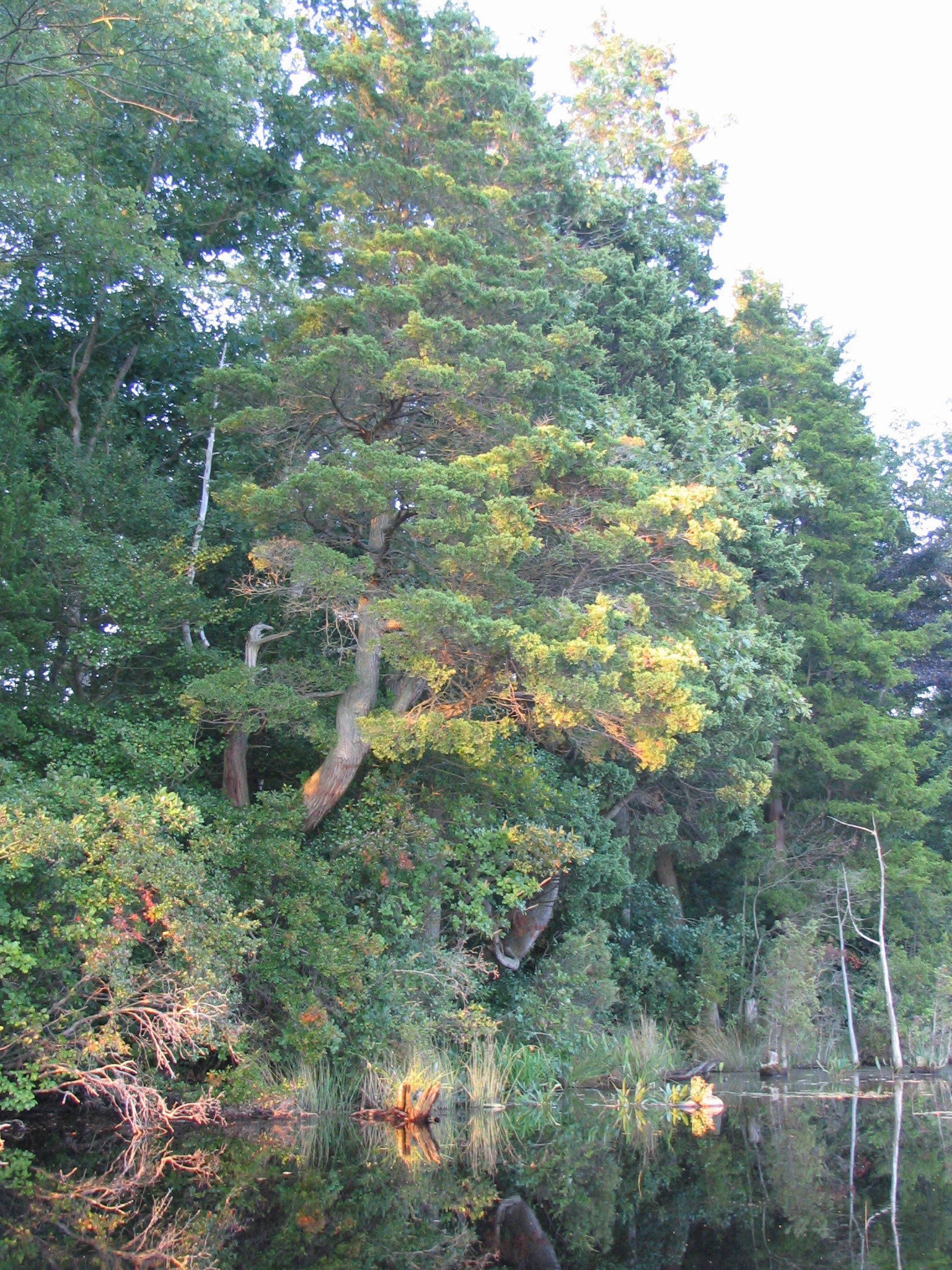
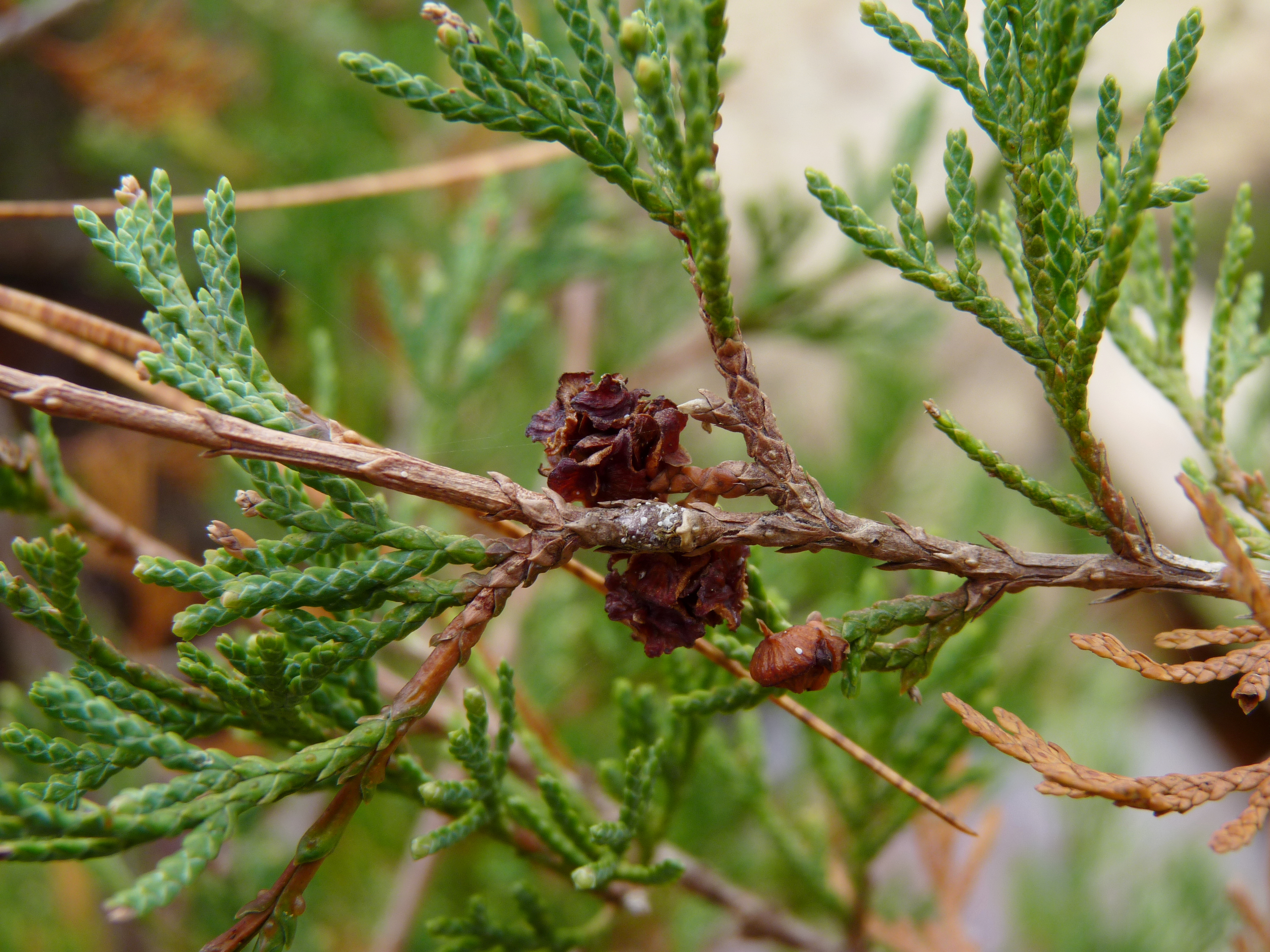